# La Corey
La Corey est un hameau (hamlet) de Bonnyville No 87, situé dans la province canadienne d'Alberta.